# Haftka

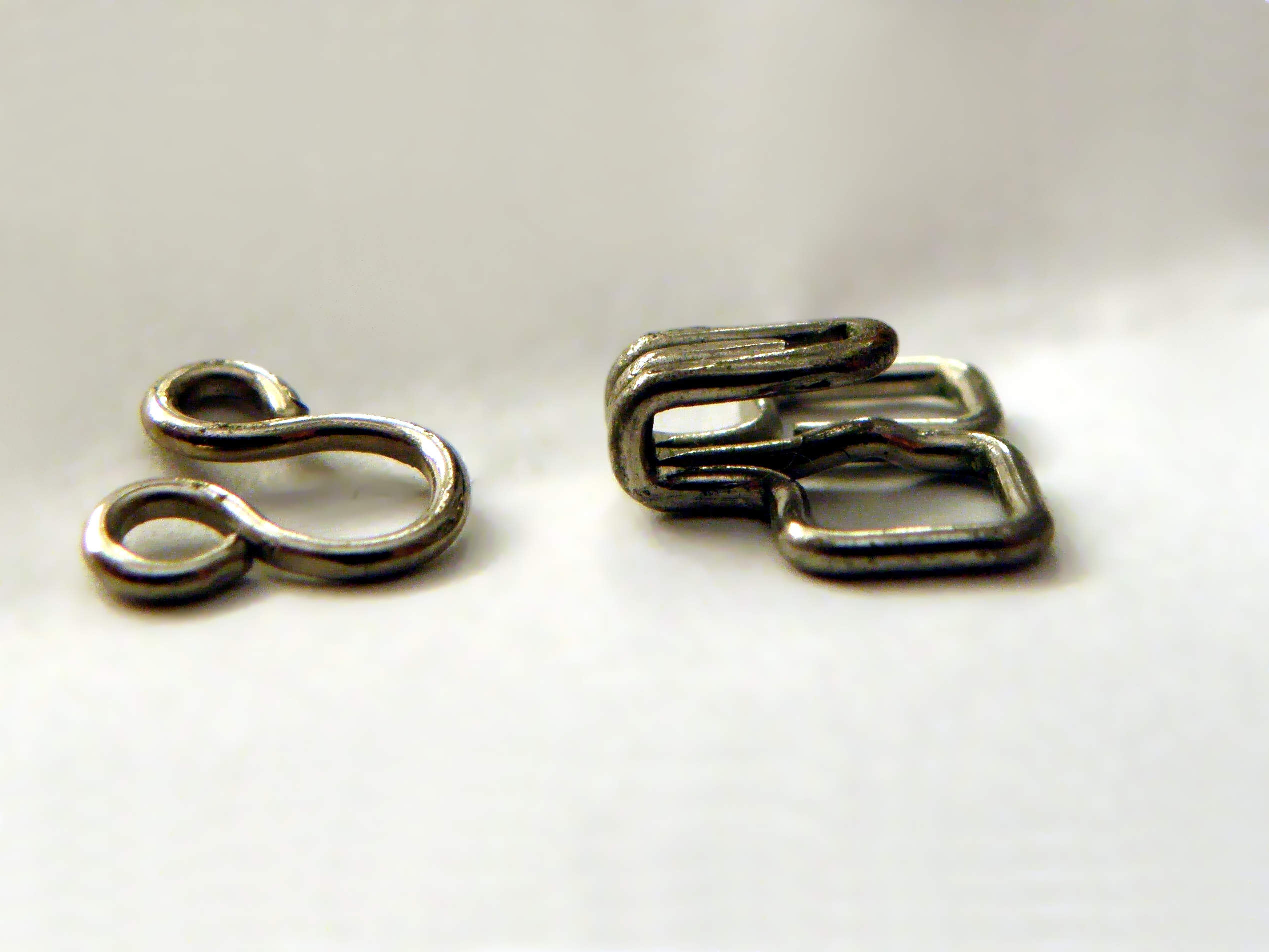
Haftka

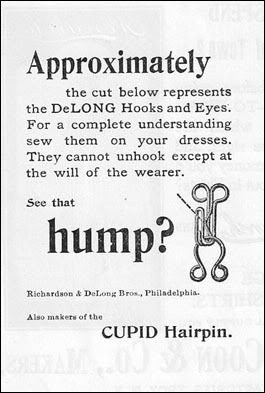
Reklama Richardson & Delong Bros, 1898 r.

Haftka – rodzaj drucianego zapięcia odzieży. Składa się zwykle z wykonanego ze spłaszczonego, wygiętego drutu haczyka (konika) i uszka z tego samego materiału. Zapięcie na haftki ma długą historię i jest nadal używane, głównie w stanikach.

## Historia
Ta forma zapięcia była wspomniana po raz pierwszy pod nazwą „szydełko i pętelka” w czternastowiecznej Anglii. Haftki odgrywały ważną rolę w gorsetach; rząd haftek równomiernie rozprowadzał napięcie wywoływane przez gorset ściskający ciało i ograniczający ruch.
W pierwszej połowie XIX wieku przemysł produkcji haftek rozwinął się w Stanach Zjednoczonych. Jedną z największych udoskonaleń w załączniku był „garb Delong”, opatentowany w 1889 r. Przez Richardson & Delong Hook and Eye Company z Filadelfii w Pensylwanii, który uniemożliwiał uchu wyślizgnięcie się z haka.
W 1893 r. Marie Tucek opatentowała „Breast Supporter”  – pierwszą odzież podobną do współczesnego stanika, w której ramiączka przechodziły przez ramię i zapinane były na haftki na przodzie odzieży.
EC Beecher opatentował swoją haftkę w czerwcu 1900 r. w Urzędzie Patentowym USA; w 1902 r. przedłożono zaktualizowaną wersję, która składała się z dołączanego haka i uszka, bez żadnych szwów. Podobna haftka do biustonoszy została opatentowana w 1902 r. przez firmę ME.
W uzupełnieniu do ich stosowania w biustonoszach, gorsetach i innych artykułach bieliźnianych, pojedyncza haftka jest często szyta powyżej górnej części zamka do „wykończenia” go i ograniczenia działającego na niego napięcia w spodniach i sukniach.